# Tischrücken
Tischrücken ist eine spiritistische Handlung, bei der eine Verbindung zu den Seelen Verstorbener aufgenommen werden soll. Sie ist das scheinbar paranormale Bewegen eines Tisches, hervorgerufen durch einen oder mehrere Teilnehmer einer Séance und eine okkultistische Übung zur Aufnahme von Verbindungen mit Dämonen, die sich physikalisch durch unwillkürliche Muskelregungen der Beteiligten erklären lässt.
Beim Tischrücken muss zwischen physikalischer und psychischer Seite unterschieden werden:

„Als physikalisches Phänomen kommen die Bewegungen wohl durch unwillkürliche Nervenregungen der Beteiligten zustande. Psychisch (inhaltlich) spielt ihr Unterbewußtsein eine wichtige Rolle. Wenn sie dabei ausdrücklich oder stillschweigend eine Verbindung mit Dämonen oder Seelen Verstorbener suchen, forschen sie in unerlaubter Weise nach Geheimwissen (divinatio). Ohne solche Absicht kann die Übung zur Erforschung des physikalischen Phänomens oder auch der natürlichen psychischen Zusammenhänge zulässig sein.“

## Geschichte
Bereits zu Zeiten der Griechen und Römer war eine gleichartige Methode des Tischrückens und Tischklopfens bekannt, man nahm hierzu geweihte Dreifüße. Unter dem römischen Kaiser Valens entstand nach der Ausführung dieses Aberglaubens ein großer Zaubereiprozess, über den Ammianus Marcellinus berichtet hatte. Es war aber auch in China und Indien bekannt und war ebenso bei den Indianern in Nordamerika eine Kulthandlung.
Seinen Siegeszug nahm das Tischrücken 1848 von Nordamerika auf, bis es 1853 durch einen Zeitungsartikel von K. Andree große Aufmerksamkeit in Europa erregte. Dem Physiker und Astronomen François Arago (1786–1853) gelang es, bei einem Vortrag in Paris, die erste einleuchtende Erklärung abzugeben. Im Zuge von spiritistischen Sitzungen, die sich besonders unter dem Spiritisten Allan Kardec (1804–1869) in Paris ausbreiteten, verbreitete sich ab 1853 das Tischrücken in Europa und Amerika. So befasste sich zum Beispiel Baron von Güldenstubbe (1817–1873) über 20 Jahre mit Tischrücken, Magnetismus und forschte auf dem Gebiet der „Direkten Schrift“, die er spiritistisch deutete. Er veranstaltete überwiegend in Paris spiritistische Zirkel, bei denen sich während des Tischrückens bekannte Personen „gezeigt“ haben sollen.
Seit der nüchternen Erklärung des Physikers Michael Faradays (1791–1867), die er im Jahre 1853 lieferte, rückte das Interesse am Tischrücken in weiteren Kreisen wieder in den Hintergrund. Heute kommt es in nichtspiritistischen Kreisen gelegentlich als Gesellschaftsspiel vor. Anders natürlich in spiritistischen Kreisen: Aragos Erklärung war zu einfach, zu trivial, als dass sie das wunderdürstende Gemüt eines eingeschworenen Mystikers und Spiritisten hätte befriedigen können.

## Praktiken
Die Praktiken des Tischrückens werden meisten in gleicher Weise, mit wenigen Abweichungen, beschrieben:
- Zum Tischrücken gehört eine Menschengruppe, die an einem Tisch sitzt und ihre Hände auf diesen legt. Unterstützt durch die gemeinsame Kraftanstrengung und in der Erwartung eines Orakels wird ein Drehen oder Kippeln des Tisches erwartet. Das Orakel verkündet mehr oder weniger verständliche Worte und „rückt“ Weissagungen heraus.[5]
- Bei einer weiteren Variante heißt es, dass mehrere Personen an einem runden, dreibeinigen Tisch sitzen und ihre ausgestreckten Hände über die Tischplatte halten sollen, wobei die Hände durch das gegenseitige Berühren einen Kreis bilden.  Nach geraumer Zeit beginnt der Tisch mit langsam kreisenden Bewegungen, die Geschwindigkeit erhöht sich und der Tisch bewegt sich rotierend im Zimmer.[3]

## Erklärungsversuche
Der Physiker Michael Faraday wies nach, dass das Phänomen des Tischrückens durch den unbewussten Muskeldruck der auf ihm ruhenden Hände ausgelöst wird. Weitere physikalische Erklärungen führen das Phänomen auf die Zitterbewegung der gespreizten Hände und einem unbewussten Druck, den die ermüdenden Hände auf den Tisch ausüben zurück. Genau so hatte auch François Arago argumentiert und Faraday hatte zusätzlich ein Dynamometer benutzt, um den ausgeübten Druck zu messen.

## Trivia
- Der Komponist Philipp Fahrbach der Ältere (1815–1885) komponierte den Tanz: Tischrücken-Magnet-Polka (op. 149).[6]
- Karl Lotz (1823–1875) widmete sich neben seiner politischen Karriere auch dem Spiritismus und veröffentlichte 1855 in seinem Buch „Das sogenannte Tischrücken oder Der Verkehr mit Verstorbenen“ fünf spiritistische Sitzungen ergänzt um angebliche Zeichnungen der herbeigerufenen Geister.